# Heizstoff
Ein Heizstoff ist ein Brennstoff, dessen chemische Energie zur Erzeugung von Wärme durch Verbrennung verwendet wird. 
Der Begriff wird abgegrenzt vom Kraftstoff, der zum Betrieb von Verbrennungskraftmaschinen genutzt wird, um in mechanische Antriebskraft umgewandelt zu werden. Das deutsche Steuerrecht (siehe Energiesteuergesetz) unterscheidet nach Verwendung eines Brennstoffs in unterschiedlicher Besteuerung. Technisch ist eine Unterscheidung schwierig; so sind Dieselkraftstoff und Heizöl chemisch fast identisch. Allerdings müssen Kraftstoffe sehr schnell verbrennen, so dass langsam verbrennende, feste Stoffe, z. B. Kohle, praktisch nur als Heizstoff in Gebrauch sind.